# Zona de identificación de defensa aérea

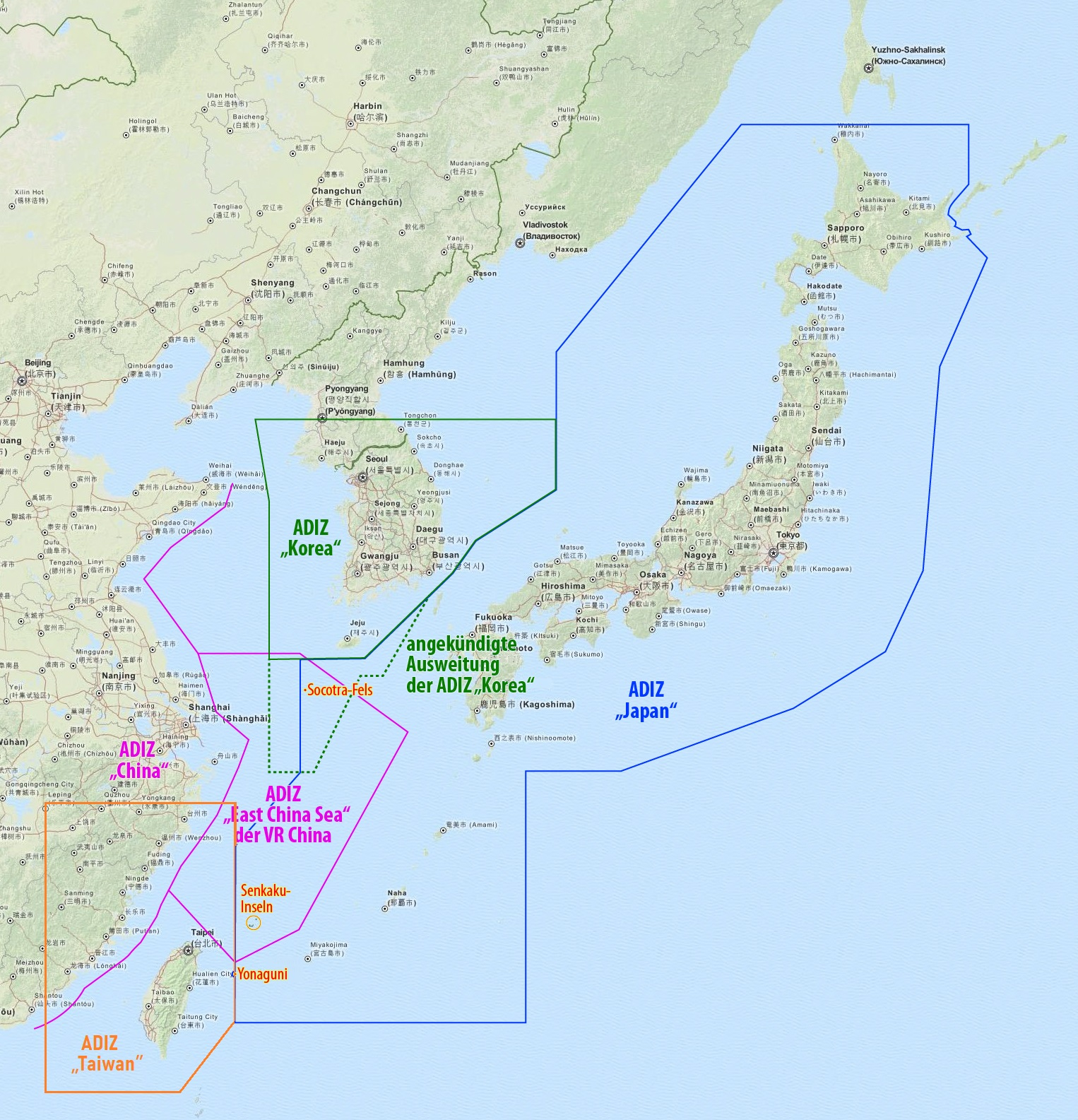
Zonas de identificación de defensa aérea sobre Japón (azul), Corea del Sur (verde), China (rosa) y Taiwán (naranja)

Una zona de identificación de defensa aérea (en inglés: air defense identification zone, sigla: ADIZ) es el espacio aéreo de un país más un perímetro adicional en el que el tráfico aéreo es monitoreado por las fuerzas armadas, para tener un tiempo de reacción extra en caso de una maniobra hostil, área en la que un país trata de identificar, ubicar y controlar cualquier aeronave civil en interés de la seguridad nacional. Se declaran unilateralmente y pueden extenderse más allá del territorio de un país. El concepto de ADIZ no está definido en ningún tratado internacional y no están reconocidas formalmente por ningún organismo internacional.

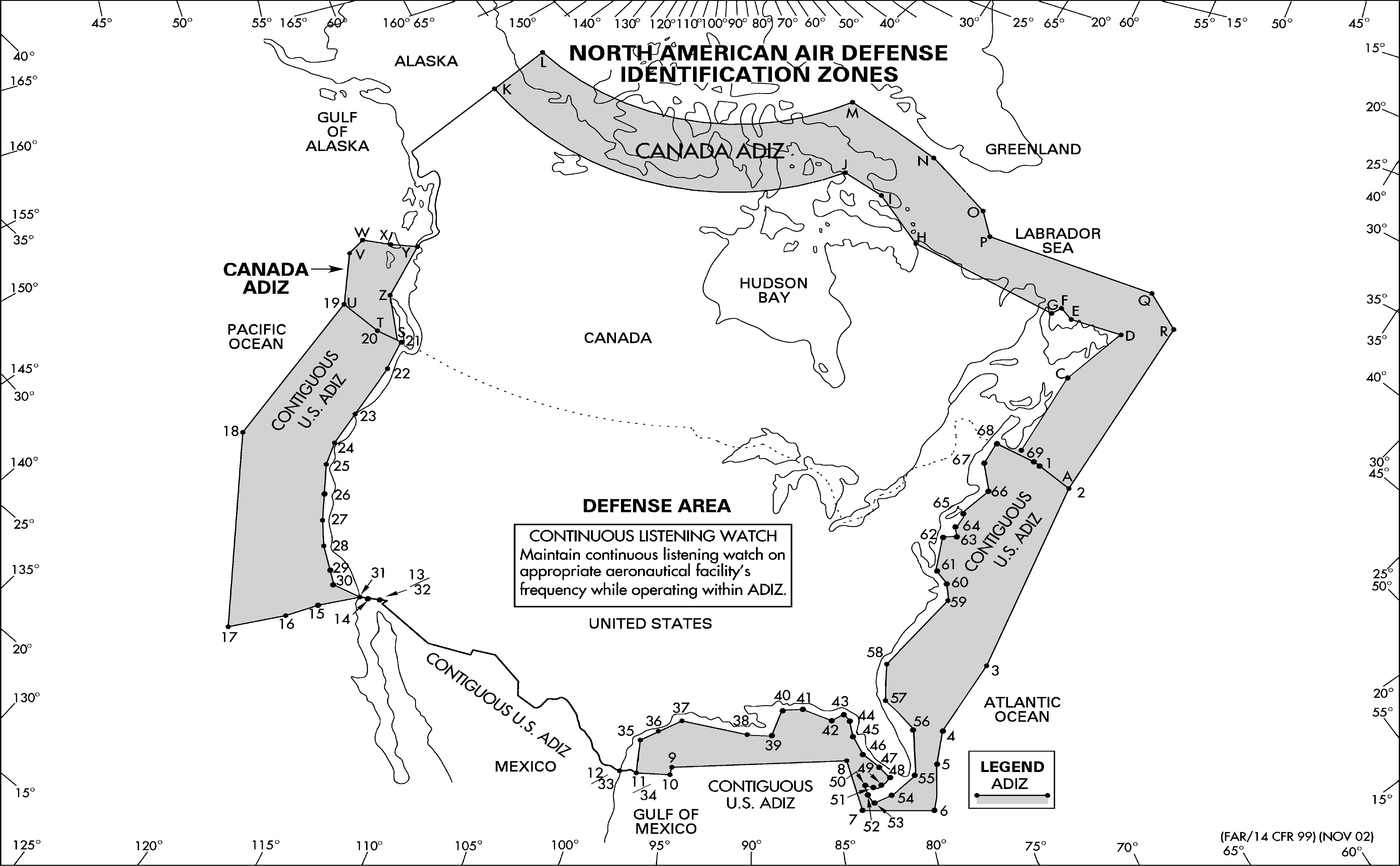
Límites de la ADIZ para los Estados Unidos (contiguos) y Canadá a partir de 2018.

La primera ADIZ fue establecida por los Estados Unidos el 27 de diciembre de 1950, poco después de que el presidente Harry Truman proclamara una emergencia nacional durante la Guerra de Corea. Alrededor de 20 países y regiones ahora tienen tales zonas, incluyendo Canadá, India, Japón, Pakistán, Bangladés, Finlandia, Noruega, el Reino Unido, la República Popular China, Corea del Sur, Taiwán, Estados Unidos, Suecia, Islandia, e Irán. Además, Rusia y Corea del Norte tienen zonas no oficiales.</ref> Por lo general, tales zonas cubren solo territorio no disputado, no se aplican a aeronaves extranjeras que no tengan la intención de ingresar al espacio aéreo territorial y no se superponen.
Las zonas de defensa aérea no deben confundirse con las regiones de información de vuelo (FIR), que se utilizan para gestionar el tráfico aéreo.